# Distretto di Chaiya
Il distretto di Chaiya (in thailandese: ไชยา) è un distretto (amphoe) della Thailandia, situato nella provincia di Surat Thani.